# ジェイク・シルバーマン
ジェイク・シルバーマン（Jake Silbermann、本名：Jake Andrew Silbermann、1983年6月1日 - ）は、米国の俳優、脚本家、プロデューサー、モデル。テレビドラマ『アズ・ザ・ワールド・ターンズ』のノア役で知られる。

## 来歴

### 生い立ち
ニューヨーク州ニューヨーク出身。
ニューヨーク州にあるシラキュース大学を卒業。学士号を取得。

### キャリア
2007年3月、アズ・ザ・ワールド・ターンズにノア・メイヤー役で撮影に参加。初登場回の放送は2007年6月1日。この日は彼の24歳の誕生日だった。

モデルとしてニューヨークのモデル事務所DNA Model Managementと契約している。

アズ・ザ・ワールド・ターンズに参加する以前、ジレットのCMに出演。2010年、AT&TのCMに出演。

アメリカで2008年4月28日放送回の『ゴシップガール』に出演。

2010年、自身が脚本、プロデュース、出演の三役をこなす『Stuffer』が公開予定。

### 私生活
オフの日は、筋トレや料理をして過ごしている。

## 主な出演作品

### テレビ
- アズ・ザ・ワールド・ターンズ As The World Turns (2007-) - ノア・メイヤー

### 映画
- Brunch of the Living Dead  (2006) - ジェフ
- Stuffer  (2010) - ハーケン
- ザ・レポート The Report (2019) - CIA職員